# エヴゲニヤ・ラダノヴァ
エヴゲニヤ・ラダノヴァ（Evgeniya Radanova　または、Ewgenija Radanowa、1977年11月4日 - ）は、ブルガリア、ソフィア出身の女子ショートトラックスピードスケート及び自転車競技選手。

## 来歴
冬夏の両オリンピック大会出場経験者として名を刻む。
1994年
- リレハンメルオリンピック
  - 500m 23位
  - 1000m 21位

1995年
- 世界ショートトラックスピードスケート選手権大会（以下、世界選手権）
  - 3000m 3位

1998年
- 世界選手権
  - 1500m 3位
  - 3000m 3位
- 長野オリンピック
  - 500m 14位
  - 1000m 11位

1999年
- 世界選手権
  - 500m 2位
  - 3000mリレー 3位

2000年
- 世界選手権・500m 優勝

2001年
- 世界選手権・総合3位
  - 1500m 2位
  - 3000m 3位
  - 3000mリレー 3位

2002年
- 2002年ソルトレークシティオリンピック
  -  500m 2位
  -  1500m 3位
  - 1000m 5位
  - 3000mリレー 6位
- 世界選手権・総合3位
  - 500m 2位
  - 3000m 2位
  - 1000m 3位

2003年
- 世界選手権
  - 1000m 優勝
  - 3000mリレー 3位
- 世界選手権自転車競技大会・Bのスプリント決勝で、日本の太刀川麻也を破って優勝し、2004年アテネオリンピック・スプリントへの出場権を獲得。これで冬夏両オリンピック大会出場が決まった。

2004年
- アテネオリンピック・スプリント 12位

2006年
- 2006年トリノオリンピック
  -  500m 2位
  - 1500m 6位

2010年
- バンクーバーオリンピック
  - 500m 9位
  - 1000m 25位
  - 1500m 7位